# Brave Search
Brave Search (Brave пошук) — це пошукова система від Brave Software. Як і Brave браузер, пошукова система надає великого значення конфіденційності користувача, тому відфільтровує відстеження та рекламу. Brave Search використовує власний індекс для відображення результатів пошуку.

## Історія
Бета-версія випущена в березні 2021 року після придбання Tailcat, пошукової системи, орієнтованої на конфіденційність, у Cliqz. Brave пошук прагне використовувати свій незалежний індекс для створення результатів пошуку. Однак користувач може дозволити браузеру Brave анонімно перевіряти той самий запит на Google.
У жовтні 2021 року Brave пошук став пошуковою системою за замовчуванням для користувачів браузера Brave у США, Канаді, Великій Британії (замінивши Google пошук), Франції (замінивши Qwant) і Німеччині (замінивши DuckDuckGo).
У червні 2022 року завершилася стадія бета-тестування Brave пошук і був повністю запущений. Була додана нова функція Goggles, що дозволяє користувачам застосовувати власні правила та фільтри до пошукових запитів.

## Особливості
Brave пошук має різні функції для покращення пошуку користувачами:
- Brave Search використовує власний веб-індекс. Станом на травень 2022 року він охоплював понад 10 мільярдів сторінок і використовувався для обслуговування 92 % результатів пошуку, не покладаючись на будь-які треті сторони, а решту отримували на стороні сервера з API Bing або (за бажанням) на стороні клієнта від Google.[7] За словами Brave, індекс був «навмисно меншим, ніж індекс Google або Bing», щоб допомогти уникнути спаму та іншого вмісту низької якості, з тим недоліком, що «Brave Search ще не настільки хороший, як Google у відновленні довгих хвостів запитів»[7]
- Brave Search Premium: користувачі можуть додатково створити обліковий запис у Brave Search Premium, щоб безпосередньо підтримувати Brave пошук. Станом на квітень 2023 року Brave Search є веб-сайтом без реклами, але з часом він перейде на нову модель, яка включатиме рекламу, і користувачі преміум-класу отримають послугу без реклами.[1] За замовчуванням дані користувачів, включаючи IP-адреси, не збираються.[8] Для ввімкнення збору даних буде потрібен преміум-акаунт.[1]
- Обговорення: функція, яка показує розмови, пов'язані з пошуковим запитом, наприклад, коментарі на сайті Reddit.[9] Коли користувач здійснює пошук і прокручує сторінку вниз, він побачить розділ «Обговорення», який містить різні форуми, де користувач може натиснути на один з них, щоб побачити відповідь від користувача з онлайн спільноти.
- Goggles: функція, яка дозволяє користувачам застосовувати власні правила та фільтри до пошуку.[6]
- Summarizer: функція підсумовування на основі штучного інтелекту, створена за допомогою штучного інтелекту Brave.[10]

## Збір даних
Brave Search реалізує певний рівень збору даних, лише тоді, коли користувачі погоджуються на це через Web Discovery Project (WDP). WDP — це методологія і система, розроблена Brave Software, яка збирає дані, що генеруються їхніми користувачами, стверджуючи, що захищає конфіденційність і анонімність користувачів. Користувачі можуть приєднатися до проекту в будь-який момент під час використання пошукової системи, змінивши свої налаштування. Для цієї функції обліковий запис не потрібен. Станом на 2022 рік дані з WDP використовувались для ранжування результатів пошуку.

## Критика
У 2020 році прихована переадресація URL-адрес Brave на криптовалютні компанії з партнерськими посиланнями з метою отримання прибутку призвела до вибачень з боку генерального директора. Brave розміщує свої сервери в США, що є членом «Чотирнадцяти очей». Brave пошук ще не має відкритого вихідного коду, як Brave браузер, що, за словами Брендана Айха, пов'язано з міркуваннями безпеки, поки він не буде допрацьований.